# كازيمير بيير زاليسكي
كازيمير بيير زاليسكي  (و. 1928 – م) هو فيزيائي من فرنسا . ولد في باريس .

## جوائز
حصل على جوائز منها:
- فارس وسام الفنون والآداب
- Silver Cross of the Virtuti Militari
- فارس وسام جوقة الشرف
- Commander with Star of the Order of Polonia Restituta.